# Iberpay
Iberpay es la empresa privada que gestiona el Sistema Nacional de Compensación Electrónica (SNCE) del sistema español de pagos al por menor. Sus accionistas son las entidades participantes en el SNCE, siendo el Banco de España el responsable de aprobar las normas del sistema y de llevar a cabo su vigilancia.
Desde finales de 2011, el SNCE es un sistema plenamente centralizado que procesa las transacciones originadas con instrumentos de pago al por menor, incluidas transferencias SEPA, adeudos SEPA, cheques, efectos y operaciones diversas; además de ofrecer al conjunto del sistema financiero otros servicios añadidos. Desde el punto de vista operativo, se estructura en diferentes subsistemas a través de los cuales las entidades adheridas intercambian toda la información relevante de los pagos. 
Existen dos tipos de participantes en el SNCE: los participantes directos, que son a su vez accionistas de Iberpay, y los participantes indirectos, quienes actúan en el sistema representados por un participante directo. Se puede ser partícipe en todos o en algunos de los subsistemas existentes. Pueden ser miembros del SNCE todas aquellas entidades habilitadas para ello en el Reglamento del sistema siempre que cumplan con los criterios exigidos. El propio Banco de España también participa en el SNCE para canalizar sus propios pagos al por menor, así como los de la administración pública. En general, las operaciones se compensan y, por ello, se procede a su asiento en las cuentas que los participantes mantienen en TARGET2-Banco de España por el importe neto.
Con el fin de garantizar el acceso a las cuentas de una entidad radicada en la Zona Única de Pagos en Euros (SEPA)- integrada por 34 países europeos, incluida España-, Iberpay ha establecido “pasarelas de pago” con diversas cámaras mediante la firma de acuerdos de interoperabilidad. Estas pasarelas permiten a las entidades participantes en el SNCE el intercambio, compensación y liquidación con entidades del área SEPA en las mismas condiciones que con otras entidades participantes en el SNCE.

## Historia
El Sistema Nacional de Compensación Electrónica (SNCE) fue creado por el Real Decreto 1369/1987, de 18 de septiembre, con el propósito de llevar a cabo la compensación de documentos, instrumentos de pago y transferencias de fondos que, mediante sistemas y procedimientos electrónicos, presenten al mismo las entidades miembros. Inicialmente, la gestión y administración del SNCE estuvo encomendada al Banco de España, y pasó a ser asumida por la Sociedad Española de Sistemas de Pago, S.A. (Iberpay) en el año 2005, mediante la reforma de la Ley 41/1999, de 12 de noviembre, sobre sistemas de pagos y de liquidación de valores, que llevó a cabo la Ley 2/2004, de 27 de diciembre, de Presupuestos Generales del Estado para el año 2005. 
La transferencia de competencias desde el Banco de España a Iberpay finalizó en 2007. Iberpay asumió la gestión completa del proceso de compensación creando para ello su propia infraestructura y software, que sustituyó en enero de 2007 a la del Banco de España. En ese mismo año se publicó un nuevo Reglamento del SNCE conteniendo las normas básicas de funcionamiento del sistema. 
Seis años más tarde, en enero de 2013, se procedió a la publicación del actual Reglamento del SNCE, cuya redacción vino motivada por la necesidad de adecuar las normas del Sistema a las novedades que se habían producido en los últimos años, tanto en el ámbito legislativo - fundamentalmente la Ley 16/2009 de 13 de noviembre, de servicios de pago-, como en el operativo, a consecuencia de la evolución experimentada por los sistemas de pago debidos a los avances tecnológicos registrados durante esos años. 
Como consecuencia de esta reforma, el SNCE es uno de los sistemas de pagos españoles reconocidos a los efectos de la Ley 41/1999, de 12 de noviembre, sobre sistemas de pagos y de liquidación de valores. Posteriormente, la Ley 16/2009, de 13 de noviembre, de servicios de pago, hoy derogada, definió en sus términos hoy vigentes el objeto de Iberpay, así como sus facultades normativas para regular, principalmente, el régimen de adhesión al sistema, las condiciones, momento de aceptación y procedimiento de compensación de las órdenes cursadas al mismo, así como las garantías de las obligaciones de sus participantes. El sector de los servicios, medios, instrumentos y sistemas de pagos es, en los momentos actuales, uno de los más innovadores y atractivos, mostrando un significativo desarrollo alentado por un notable proceso de innovación tecnológica asociado a nuevos servicios de pago (las transferencias inmediatas, los servicios de iniciación de pagos o los de información de cuentas). 
El auge de estos servicios ha sido también impulsado por las entidades de pago y las entidades de dinero electrónico, que han desencadenado expectativas positivas de dinamización e incentivación de la competencia en el sector de los servicios de pago. Prueba de ello es la publicación de numerosas normas, reguladoras tanto de estos nuevos servicios de pago como de las entidades que los prestan, entre otras, la segunda Directiva sobre servicios de pago en el mercado interior (Directiva (UE) 2015 /2366 del Parlamento Europeo y del Consejo de 25 de noviembre de 2015), el Reglamento de autenticación reforzada de clientes (Reglamento Delegado (UE) 2018/389 de la Comisión, de 27 de noviembre de 2017), que complementa la segunda Directiva, el Real Decreto-ley 19/2018, de 23 de noviembre, de servicios de pago, que traspone la segunda Directiva antes mencionada, y la reforma del régimen jurídico de las entidades de pago y las entidades de dinero electrónico llevada a cabo a través del Real Decreto 736/2019, de 20 de diciembre, de régimen jurídico de los servicios de pago y de las entidades de pago. 

## Accionistas
En 2021, el capital social de la compañía asciende a 512.484,00 euros y está dividido en 73.212 acciones nominativas de 7,00 euros de valor nominal. La distribución del capital social de Iberpay se calcula a partir del nivel de actividad que cada accionista tiene en el sistema nacional de pagos (SNCE).